# 尼歐
尼歐（英語：Neo），在母体的假名是湯瑪斯·安德森（Thomas A. Anderson），是駭客任務系列的男主角，在電影中由基努·李維飾演。

## 駭客任務
尼歐（英語：Neo）剛開始是生活在一個機械人(Machine)創造出來以控制人類的母體(The Matrix，母體內時間為1999年)裡，表面上在一家電腦公司擔任工程師，實際上卻是一名生活不正常的電腦駭客(Hacker)。一直到神祕人物莫斐斯(Morpheus)聯絡上尼歐，莫斐斯告訴尼歐必須逃離公司，因為母體電腦幹員(Agent Smith, Jones and Brown 又稱電腦人)正打算找出尼歐，尼歐在感到莫名其妙的情況下,沒有完全聽從莫斐斯的話因而被電腦幹員帶走。然而尼歐並不打算向電腦人低頭，於是被幹員在腹部內植入蟲型追蹤器，最後尼歐是在崔妮蒂(Trinity)和蘇薇琪(Switch)以及艾巴(Apoc)的幫助之下才逃過這場災難。
尼歐被帶去見莫斐斯，尼歐選擇帶有追蹤程式的紅色藥丸，並選擇脫離母體世界，並且來到沒有電腦控制的真實世界(Real world)，來到在22世紀人類僅存的城市──錫安(Zion)。尼歐被告知他就是「救世主」(The One)，使命是要拯救受母體控制的人類脫離母體，但是尼歐不相信，他認為自己不是拯救這個世界的主人，後來莫斐斯讓尼歐接受各種武術訓練，因為救世主的能力而在各項項目中比別人快且強，但是尼歐一直懷疑而不相信自己是救世主。崔妮蒂告訴尼歐他是救世主，因為祭師（Oracle）曾經說過她會愛上救世主。這時，叛徒塞佛(Cypher)因嫉妒和對莫斐斯累積很久的怨氣而擅自到母體內與母體幹員史密斯(Agent Smith)秘密交涉，打算出賣莫斐斯，因為叛軍首領握有錫安主機的密碼。
後來莫斐斯則是帶著尼歐去找(Prophesy)先知：祭師，祭師告訴尼歐救世主與莫斐斯之中有一人會死，救世主必須選擇救自己或是救莫斐斯，尼歐並沒有聽懂其中的含意。後來當一行人要離開祭師那裡時，一行人遭到賽佛的算計，因而被電腦人發現，莫斐斯爲了保護尼歐而被抓走，一行人則是急於回到真實世界。塞佛抄捷徑先找到出口，用電磁波槍殺死道瑟(Dozer)，傷害他的弟弟坦克(Tank)，而且拔掉插頭，導致蘇薇琪和艾巴死亡，後來叛徒被解決，尼歐與崔妮蒂都平安。尼歐最後決定重新返回母體世界救莫菲斯，崔妮蒂則一起，尼歐認為他可以救出莫菲斯，因為尼歐深信自己不是救世主。尼歐與崔妮蒂最後成功救出莫菲斯，後來莫菲斯與崔妮蒂成功回到了真實世界，但是尼歐卻遭到了母體幹員史密斯開槍擊斃，證實了祭師說的話，但是最後電腦人們要離開時，尼歐藉由崔妮蒂的力量，喚醒救世主的能力，成功復活！尼歐那時看到真實世界，所有的東西都是代碼。包括人和景物，後來將史密斯消滅，在烏賊(機械人軍)將攻擊的最後一刻回到真實世界，莫斐斯啟動電磁脈衝破壞所有的烏賊。

## 駭客任務：重裝上陣
尼歐在駭客任務第一集之後，與崔妮蒂有了微妙的關係，但是尼歐卻夢見崔妮蒂從高樓上摔下去，祭師則告訴尼歐，尼歐已經有預知的能力，後來尼歐再次遇上史密斯，只是史密斯這次不是母體幹員，而是在程式刪除後以電腦病毒的形式出現，史密斯並找到複製自己的辦法，使自己的力量隨著不斷複製而逐漸強大，只是此時史密斯仍未有與救世主尼歐同等的能力。
在另一方面，錫安則不斷遭受真實世界機械烏賊的威脅，為了結束這場戰爭，尼歐藉由祭師得知被一個古老程式梅若賓基恩(Merovingian)關起來的的關鍵人物(Keymaker 另譯為鎖匠)，可以幫助尼歐進入萬物之源(the Source)。於是他們就前往尋找關鍵人物，藉著梅洛芬基恩的妻子波賽芬尼(Persephone)找到他，後來尼歐、莫斐斯、崔妮蒂以及協助莫斐斯的其他兩艘艦隊的成員，透過關鍵人物得知在某一棟大樓裡面，有隱藏的樓層，裡面有門可以通往萬物之源，救世主只要進入萬物之源，戰爭就會結束，只是最後尼歐進入萬物之源後遇到創造母體秩序的造物主(the Architect)，造物主告訴尼歐在他之前有五個像他這樣的變異現象也就是另五個救世主，只不過前五個救世主都表現出一種慈悲心，而尼歐卻表現另一種感情：愛情。他給尼歐兩個選擇，是要選擇重新創造錫安，還是為了救出深陷危機的崔妮蒂而使全人類(真實世界人類和母體世界人類)滅亡，尼歐最後選擇後者。尼歐藉由救世主的力量使崔妮蒂恢復，後來一夥人回到真實世界，但是奇怪的是戰爭並沒有隨著尼歐進入萬物之源而停止，相反的機械烏賊的威脅已經離錫安越來越近。

## 駭客任務完結篇：最後戰役
電腦烏賊漸漸靠近錫安，錫安全體人民準備打仗，在另一方面母體世界也已經遭到史密斯的汙染，因為它是病毒所以有這種功能，尼歐了解史密斯也會汙染機械城市，於是決定冒生命危險前往機器城市。
錫安人民誓死捍衛錫安，另一方面尼歐則與崔妮蒂前往機器城市，最後尼歐順利進入機器城市，但是崔妮蒂無法與尼歐前行，因為崔妮蒂死了，尼歐與機械市長談條件(就是和平)，後來尼歐成功進入母體世界，與力量不斷強大的史密斯一決勝負，此時史密斯能力已經超過尼歐，經過一番苦鬥之後，尼歐失敗了，被史密斯所感染複製，但是造物主也因此獲得史密斯的代碼，從而成功將其清除，母體世界回歸正常，真實世界回歸和平，全體機械軍撤退，尼歐則由機械市長帶回，也代表救世任務已經結束，試圖脫離母體的人將會得到自由。